# Gaetano De Sanctis
Gaetano De Sanctis (Roma, 15 de octubre de 1870 – Roma, 9 de abril de 1957) fue un historiador, académico, antifascista y político italiano, especializado en historia antigua. En los últimos años de su vida fue nombrado senador de la República y director del Instituto de la Enciclopedia Italiana.

## Biografía
Era hijo de Maria Orlandini y de Ignazio De Sanctis, antiguo capitán de la Gendarmería Pontificia, que se negó a prestar el juramento de fidelidad al nuevo Estado unitario. Al igual que sus otros dos hermanos, Gaetano se crio en una familia clerical y legitimista que lo educó en escuelas eclesiásticas y en el seminario romano de San Apolinar, hasta obtener el título de bachillerato en el examen de Estado realizado en 1888.
Ya particularmente atraído por la historia griega y romana, se matriculó en la Facultad de Literatura y Filosofía de la Universidad de La Sapienza, y fue alumno de Federico Halbherr y de Julius Beloch, con quien se graduó en 1892 con una tesis titulada Contributi alla storia ateniese dalla guerra lamiaca alla guerra cremonidea, que Beloch publicó al año siguiente en sus Studi di storia antica. En 1894, publicó Saggio su trent'anni di storia greca 258-228 en la "Rivista Internazionale di Scienze Sociali" y, tras obtener una beca, en enero de 1895 pudo realizar una estancia en Grecia, donde conoció a varios eruditos europeos, desde el arqueólogo francés Théophile Homolle hasta el historiador ruso Mijaíl Rostóvtsev. A su regreso, en 1895 publicó el ensayo Agatocle y en 1897 Eschine e la guerra contro Anfissa.
En 1896 se presentó a las oposiciones a la cátedra de Historia Antigua de la Universidad de Padua, pero su elección fue anulada por el Ministerio de Educación por indicación del Consejo Nacional de Instrucción Pública, por lo que acabó ocupando un puesto de profesor de griego en el Colegio Nazareno de los Padres Escolapios de Roma, que abandonó al año siguiente por desavenencias con el director, el dantista Luigi Pietrobono. Tras negarse a participar en un concurso para la Universidad de Catania,  en 1899 aceptó una invitación de Federico Halbherr para participar en una expedición arqueológica a Creta.
Tras la publicación en 1898 de Atthis. Storia della Repubblica Ateniese dalle origini alle riforme di Clistene (posteriormente revisada, ampliada y publicada en 1912 con el título Atthis. Storia della Repubblica Ateniese dalle origini alla età di Pericle), en 1900 publicó su investigación Il lapis niger e la iscrizione arcaica del Foro romano, que le permitió obtener la cátedra de Historia Antigua de la Universidad de Turín, a pesar de la oposición de Achille Coen y Ettore Pais. En Turín se casó con Emilia Rosmini, que había sido su alumna, y la pareja vivió en el Palazzo Rossi, propiedad del industrial, alcalde de la ciudad y posteriormente senador Teofilo Rossi.
En 1903 fue aceptado como miembro nacional de la Academia de Ciencias de Turín. Su actividad docente en dicha ciudad duró unos treinta años. Desde 1923 dirigió, junto con Augusto Rostagni, la prestigiosa "Rivista di Filologia e di Istruzione Classica". En 1925 fue uno de los firmantes del Manifiesto de los intelectuales antifascistas de Benedetto Croce.
Cuando su mentor Beloch murió en 1929, obtuvo la cátedra de Historia Antigua en la Universidad de Roma con la oposición de Pais, pero se vio obligado a dimitir en 1931, ya que se encontraba entre los doce profesores universitarios que se negaron a jurar lealtad al fascismo. Por ello, fue excluido de cualquier organización cultural, excepto de la Enciclopedia Italiana, de la cual continuó como director de la Sección de Antigüedades Clásicas gracias al apoyo del director Giovanni Gentile. En 1944, tras la liberación de Roma, fue rehabilitado y proclamado profesor vitalicio. Fue comisario del Instituto Histórico Italiano del Medievo de 1945 a 1952 y del Instituto de Historia del Risorgimento Italiano y del Museo Central del Risorgimento en el complejo del Vittoriano de 1944 a 1952.
En 1950, el presidente de Italia, Luigi Einaudi, le confirió el título de senador vitalicio en reconocimiento a sus méritos. Fue presidente del Instituto de la Enciclopedia Italiana (Treccani) de 1947 a 1954.

## Obras
- Il lapis niger e la iscrizione arcaica del foro romano, en «Rivista di filologia e di istruzione classica», 28, 1900, pp. 406-446.
- La guerra e la pace nell'Antichità, Turín, 1905.
- Per la scienza dell'Antichità. Saggi e polemiche, Turín, 1909.
- Atthís. Storia della Repubblica ateniese, dalle origini alle riforme di Pericle, Turín, Fratelli Bocca, 1912.
- Storia dei Romani:
  - I. Roma dalle origini alla monarchia, Milán-Turín, 1907.
  - II. La conquista del primato in Italia, Milán-Turín, 1907.
  - III.1. L'età delle guerre puniche, Milán-Turín, 1916.
  - III.2. L'età delle guerre puniche, Milán-Turín, 1917.
  - IV.1. La fondazione dell'Impero: dalla battaglia di Naraggara alla battaglia di Pidna, Milán-Turín, 1923.
  - IV.2/1. Vita e pensiero nell'età delle grandi conquiste, Florencia, 1953.
  - IV.2/2. Dal diritto quiritario al diritto pretorio, Florencia, 1957.
  - IV.3. Dalla battaglia di Pidna alla caduta di Numanzia, Florencia, 1964.
- Problemi di storia antica, Bari, 1932.
- Storia dei Greci dalle origini alla fine del secolo V, voll. I-II, Florencia, 1939-1940.
- Pericle, Milano-Messina 1944; editado por Donatella Erdas, Tivoli, Tored, 2011; Milán, La Vita Felice, 2021, ISBN 978-88-934-6505-2.
- Studi di storia della storiografia greca, Florencia, 1951.
- Ricerche sulla storiografia siceliota, Palermo, 1958.
- La guerra sociale, editado por L. Polverini, Florencia, 1976.
- Scritti minori, I, Roma, Edizioni di Storia e Letteratura, 1966.
- Scritti minori, II, Roma, Edizioni di Storia e Letteratura, 1970.
- Ricordi della mia vita, editado por S. Accame, Florencia, Le Monnier, 1970.
- Il diario segreto (1917-1933), Florencia, Le Monnier, 1996.
- Andromaca (Inedito del 1938), Tivoli, Tored, 2007.
- La politica di Aristotele, editado por A. Amico, Tivoli, Tored, 2010.
- Filippo e Alessandro. Dal regno macedone alla monarchia universale. Lezioni universitarie 1949-1950, editado por M. Berti e V. Costa, Tivoli, Tored, 2011.